# White AM modelo 1915/1918
El White AM (oficialmente Automitrailleuse White o abreviado como White AM ) era un automóvil blindado francés utilizado durante la Primera Guerra Mundial. Se construyó sobre un chasis comercial del camión ligero estadounidense (2 toneladas) de la firma White Motor Company con carrocerías blindadas suministrados por la firma francesa de Ségur et Lorfeuvre. Fue utilizado por el ejército francés desde su introducción en 1915. En el Período de entreguerras, el ejército francés reconstruyó por completo los vehículos como los White-Laffly AMD 50 y White-Laffly AMD 80, permaneciendo en servicio hasta al menos 1943.

## Historia y diseño
En 1915, los franceses utilizaron chasis y motores de camiones ligeros sin carrocería fabricados por la firma estadounidense White Motor Company, para los cuales la firma francesa de Ségur et Lorfeuvre diseñó, fabricó e instaló localmente carrocerías blindadas; los diseñadores pudieron aprovechar las lecciones aprendidas con el uso de los anteriores automóviles blindados Renault modelo 1914 y Peugeot modelo 1914; el White combinaba las dos armas instaladas en las dos variantes del Peugeot (AM y AC) en una única torreta.
El White AM consistía en un automóvil blindado con torreta construido sobre un chasis y motor del camión White, importado y, con la carrocería blindada construida e instalada en Francia, los vehículos posteriores se construyeron sobre chasis de camión White fabricado localmente bajo licencia. La disposición era similar a la de otros automóviles blindados de la época con el motor montado en la parte delantera, conductor y copiloto en el centro detrás del motor con la torreta inmediatamente detrás de los conductores, un juego de piezas traseras duplicadas frente a los controles del conductor estaban en la parte trasera del casco para permitir que el vehículo fuera conducido de forma segura hacia atrás a gran velocidad. El vehículo completamente cargado pesó alrededor de 6 toneladas, era pues, comparativamente más pesado que otros vehículos blindados similares de la época.
El casco blindado del White AM tenía un blindaje con un grosor máximo de 8 mm; comprendía aproximadamente 30 planchas blindadas empernadas a un marco de acero rígido y proporcionaba protección total para la tripulación. La torreta completamente cerrada albergaba un cañón Puteaux SA 18 de 37 mm y una ametralladora Hotchkiss M1914 de 8 mm, inusualmente las dos armas estaban en lados opuestos de la torreta, en servicio este arreglo resultó difícil para el artillero en comparación con un montaje coaxial. El chasis era 4x2, ruedas con suspensión con muelles y ruedas dobles en la parte trasera, su motor de gasolina de 4 cilindros entregaba 26 kW (35 CV) para una velocidad máxima de 45 a 65 km/h, dependiendo del tipo de modelo.
Se construyó un lote inicial de 20 vehículos, conocido como White AM Mle 1915. En 1915, el Frente Occidental se había estancado en la guerra de trincheras y había poco uso en el servicio francés para automóviles blindados, por lo que se suspendió la producción. En 1917 se reinició la producción utilizando un chasis de camión White fabricado localmente conocido como White AM Mle 1917/1918 que a diferencia del Mle 1915 tenían el volante en el lado derecho. 
Se construyeron aproximadamente 230 y en 1918, al final de la guerra, 205 White AM todavía continuaban en servicio. 
A finales de la década de 1920, se consideró que el chasis White original estaba completamente desgastado, sin embargo, se comprobó que la carrocería blindada estaba en buenas condiciones, por lo que entre 1927 y 1928 se decidió montar estas carrocerías sobre un chasis nuevo y modernizado. La firma Laffly fue elegida por el ejército para la tarea. El primer prototipo White-Laffly AMD 50 (AMD significa Auto-Mitrailleuse de Découverte) se entregó en 1931 y se actualizaron 98 ejemplares, que a pesar de no conservar ninguno el chasis White original, el nombre se retuvo para indicar los orígenes del vehículo. Pronto se constató que se requería una actualización adicional y, por lo tanto, en 1933 se entregó el primer AMD 80 White-Laffly. En total se produjeron 28 unidades antes de que el ejército francés adoptara el nuevo Panhard 178.

## Modelos
White No. 1 4x2
Automóvil blindado construido en 1915 a partir de un chasis estadounidense y equipado con carrocería blindada producida por de Ségur et Lorfeuvre. Utilizado por el ejército francés durante la Primera Guerra Mundial.
White No.2 4x2
Automóvil blindado construido en 1916 y utilizado por el Ejército de los Estados Unidos y US Marines Corps
White modelo 1917 4x2
Automóvil blindado construido en 1917 desarrollado para la Fuerza Expedicionaria Estadounidense Carrocería blindada construida por la acería Van Dorn Iron Works Co. en Cleveland. El vehículo fue probado en Fort Sill, Oklahoma en 1917-18. Al menos a un automóvil se le asignó el número de EE. UU. 11508, aunque finalmente no fue autorizado para la producción en serie.
White AEF (también conocido como White Mle. 1918) 
Vehículo blindado 4x2 construido en 1918 y utilizado por la Fuerza Expedicionaria Estadounidense y por el ejército francés hasta 1933; en las colonias francesas hasta 1941, parte de ellos fueron modernizados y equipados con un chasis y motor de camión francés Laffly, designado como White-Laffly.

## Galería

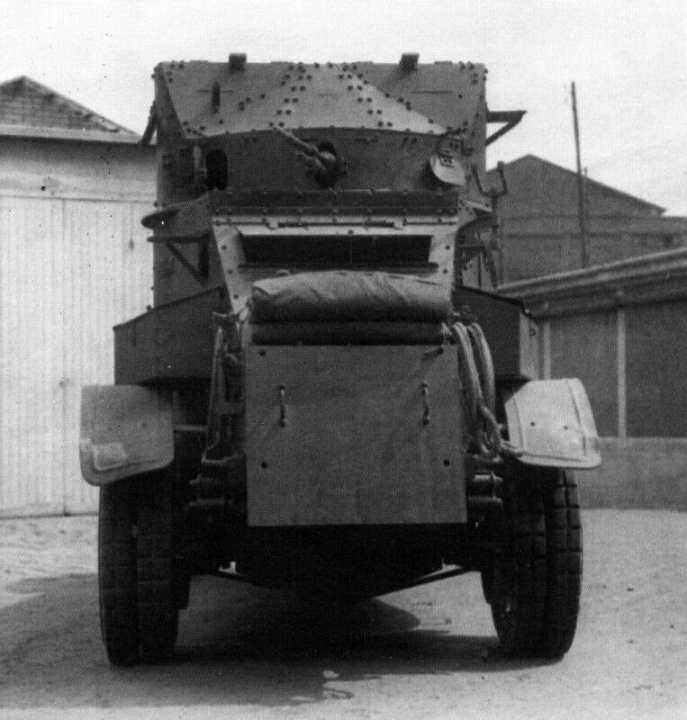
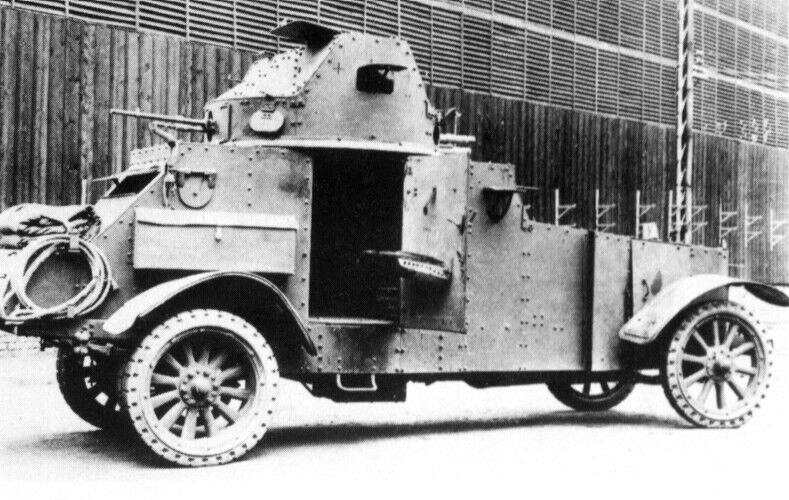
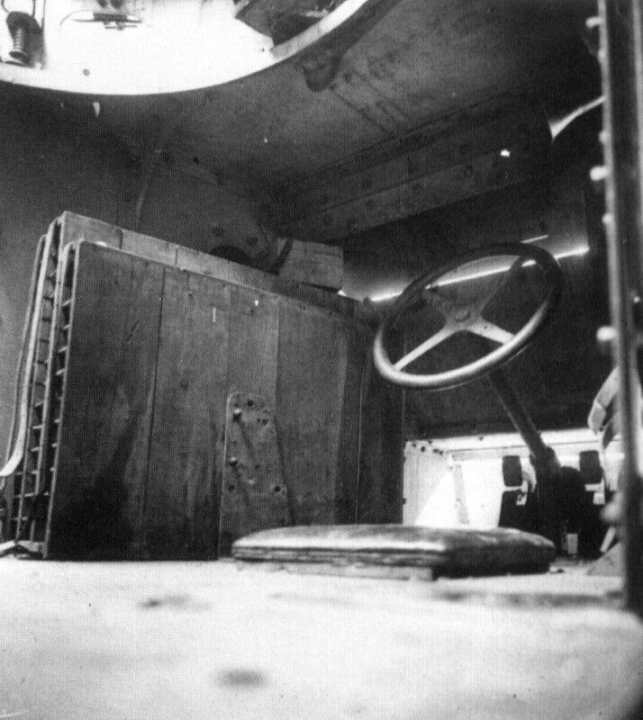
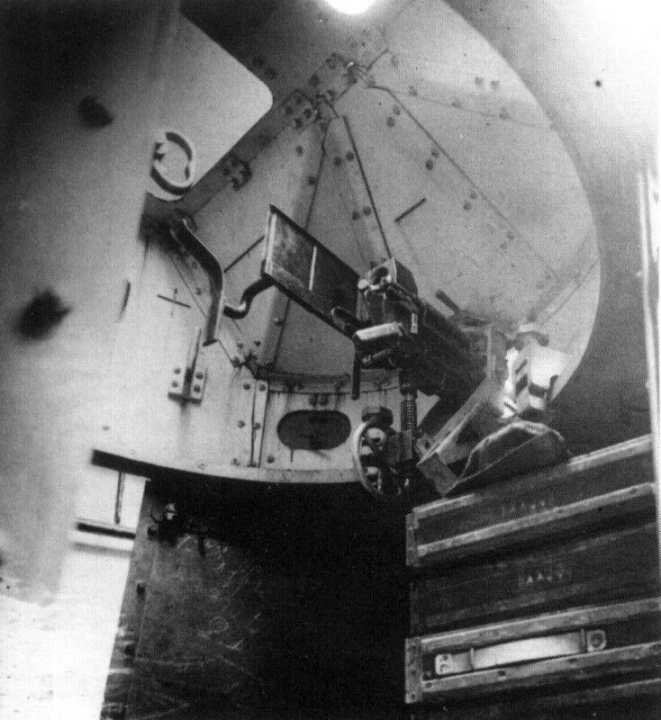
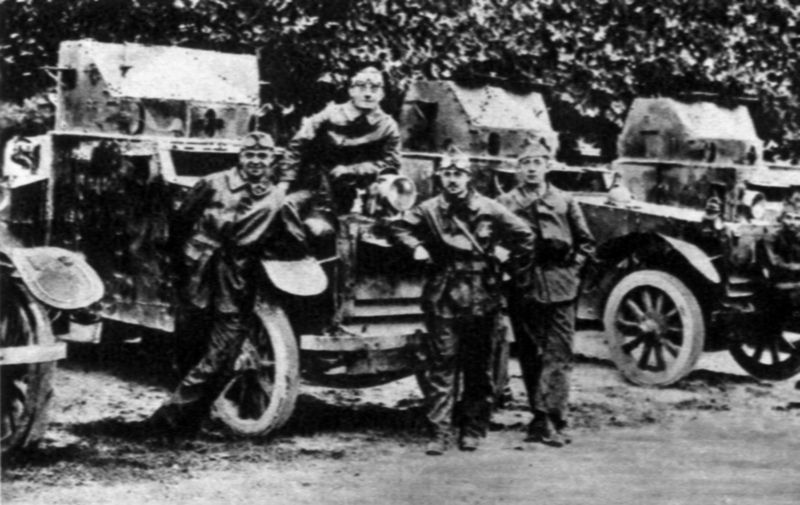
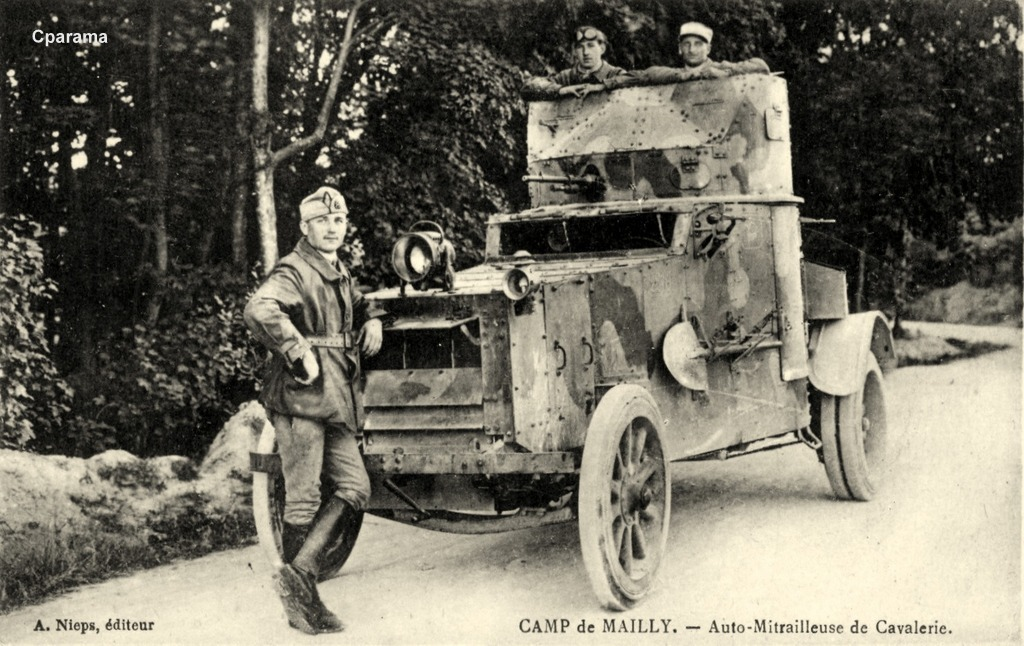
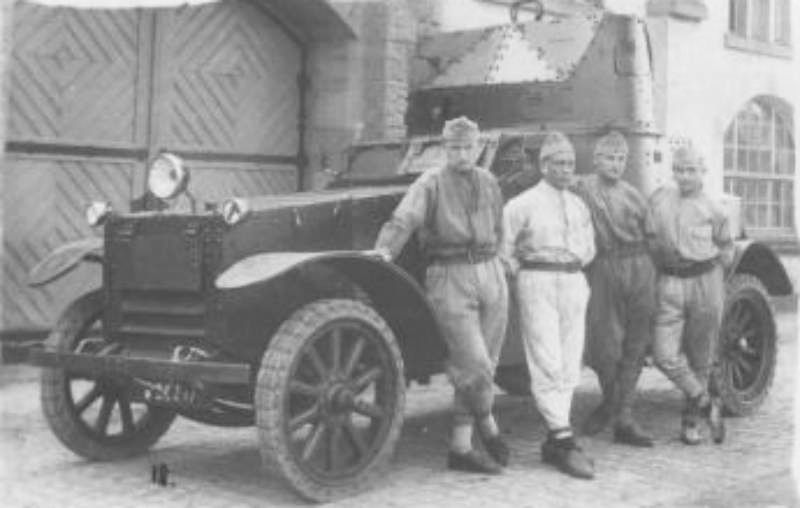

## Usuarios
- Francia

Ejército francés
- Estados Unidos

Fuerza Expedicionaria Estadounidense - Ejército de Estados Unidos / Cuerpo de Marines de los Estados Unidos

### Vehículos blindados de similares características, época y uso
- Austin (vehículo blindado)
- Charron modelo 1905
- Ehrhardt EV/4
- Hotchkiss Mle. 1909
- Lanchester 4×2
- Lancia IZ
- Automóvil blindado Minerva
- Peugeot modelo 1914
- Renault modèle 1914
- Automóvil blindado Rolls-Royce

- Anexo:Vehículos blindados de combate de la Primera Guerra Mundial